# Turów (powiat Zgorzelecki)
Turów is een dorp in de Poolse woiwodschap Neder-Silezië.
De plaats maakt deel uit van de gemeente Bogatynia en is sinds 1994 praktisch onbewoond. Op een camping na is het dorp volledig verdwenen door de in 1904 opgerichte bruinkoolmijn Kopalnia Węgla Brunatnego Turów, die zo'n 2400 ha omvat en jaarlijks ongeveer 12 miljoen ton kolen oplevert.